# Strumaria watermeyeri
Strumaria watermeyeri là một loài thực vật có hoa trong họ Amaryllidaceae. Loài này được L.Bolus miêu tả khoa học đầu tiên năm 1921.